# Axonopus chaseae
Axonopus chaseae är en gräsart som beskrevs av George Alexander Black. Axonopus chaseae ingår i släktet Axonopus och familjen gräs. Inga underarter finns listade i Catalogue of Life.